# Hřebec (socha)
Hřebec, nazývaný také Socha Hřebce nebo Hřebec s liščím ohonem, je malá bronzová plastika ve městě Nový Jičín v okrese Nový Jičín. Geograficky se nachází v Podbeskydské pahorkatině v Moravskoslezském kraji.

## Historie a popis díla
Autorem netradičního díla, instalovaného 13. září 2008, pod Masarykovým náměstím je italský umělec Mario Pavesi. Město plastiku dostalo jako dar od italského partnerského města Novellara, kdy město Nový Jičín zaplatilo materiál, převoz a instalaci za 1,3 milionu Kč. Představuje abstraktním způsobem raněného vzpínajícího se hřebce jako symbol neustále se obnovujícího života. Dílo je v noci osvětleno.

## Další informace
Plastika je celoročně volně přístupná a leží na trase naučné stezky Františka Palackého a naučné stezky Novojičínská kopretina. Nový Jičín má také další Pavesiho sochu Pieta, která je vystavena v aule radnice.

## Galerie

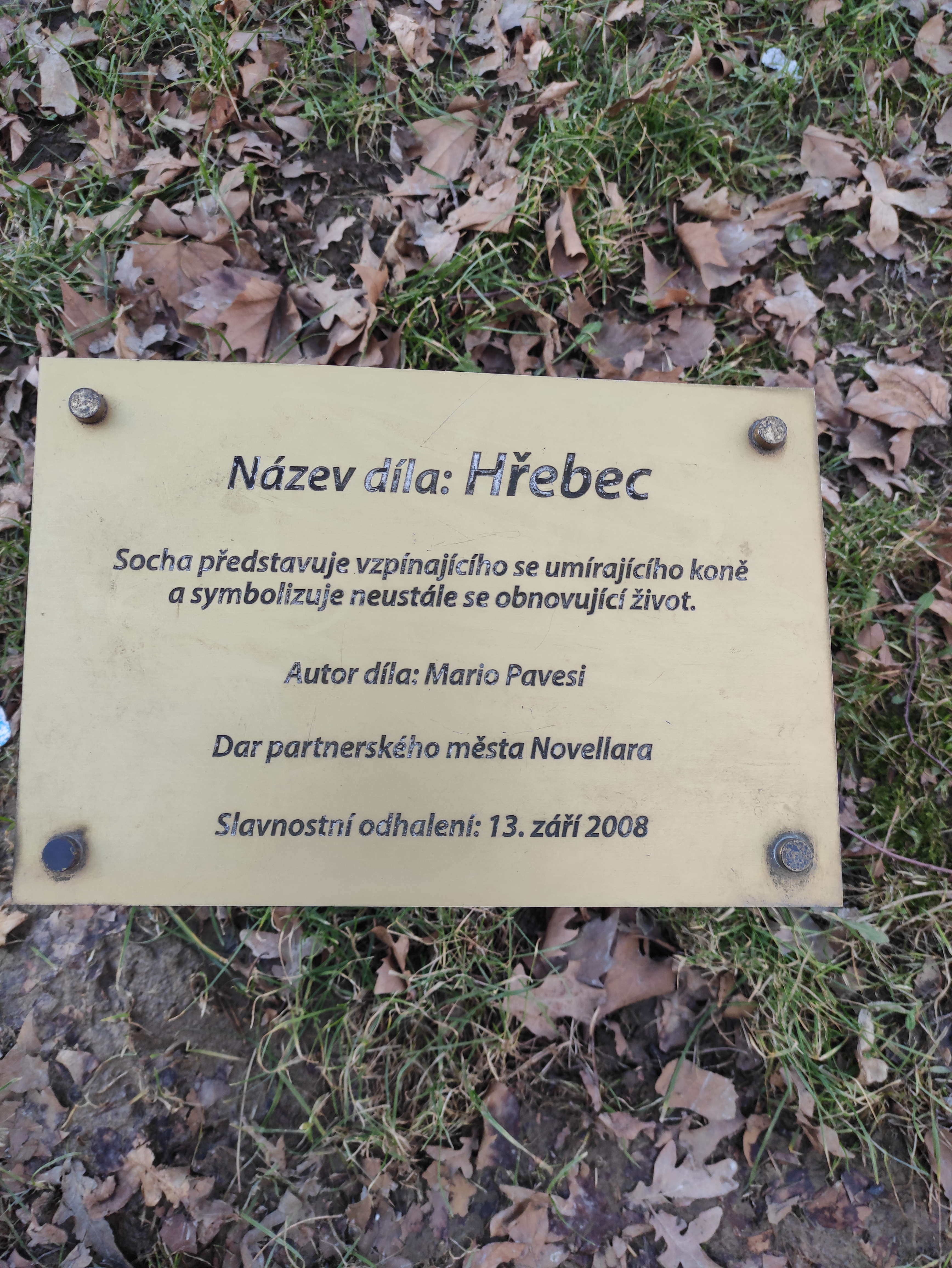
Pamětní deska umístěna u díla
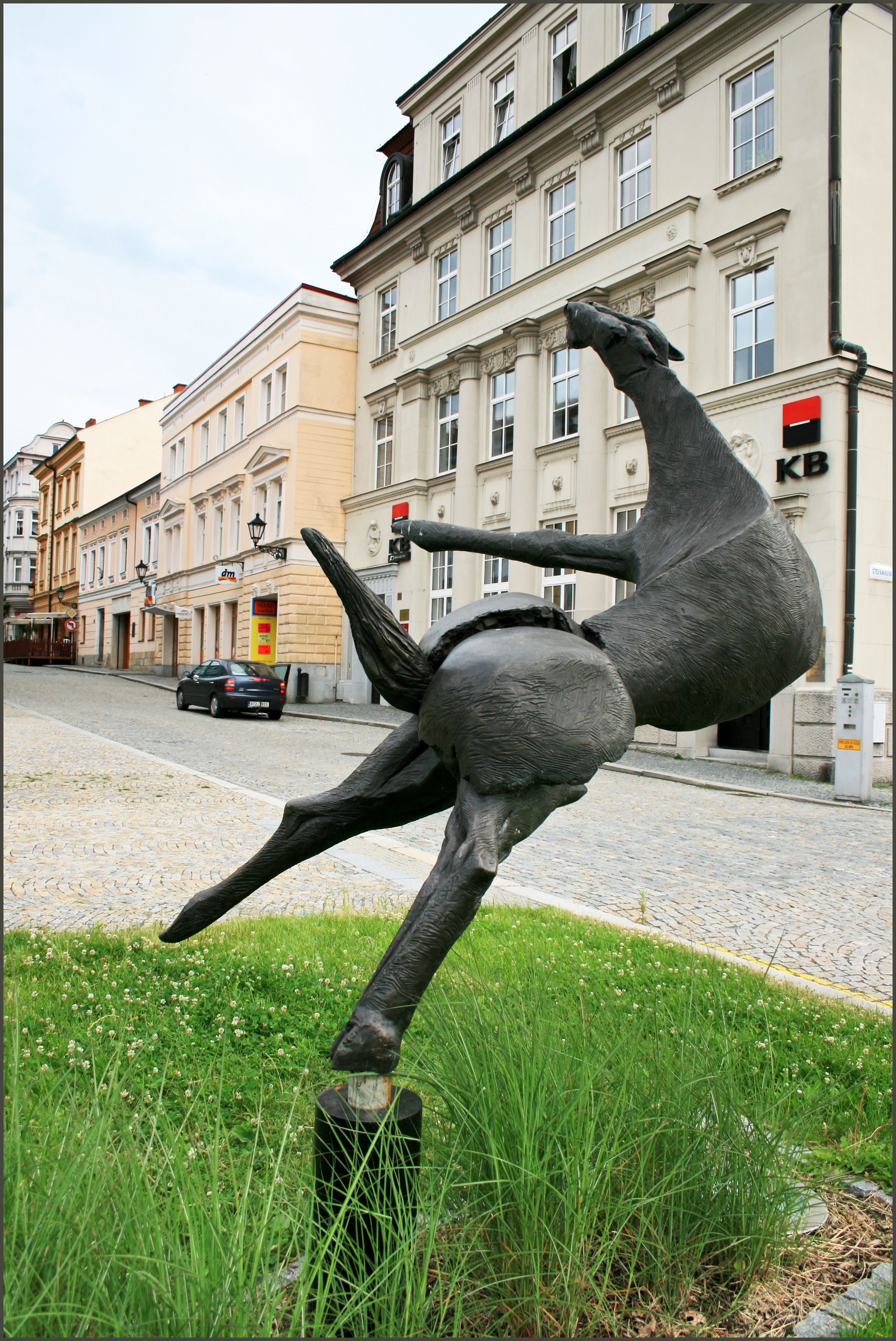
Boční pohled na dílo
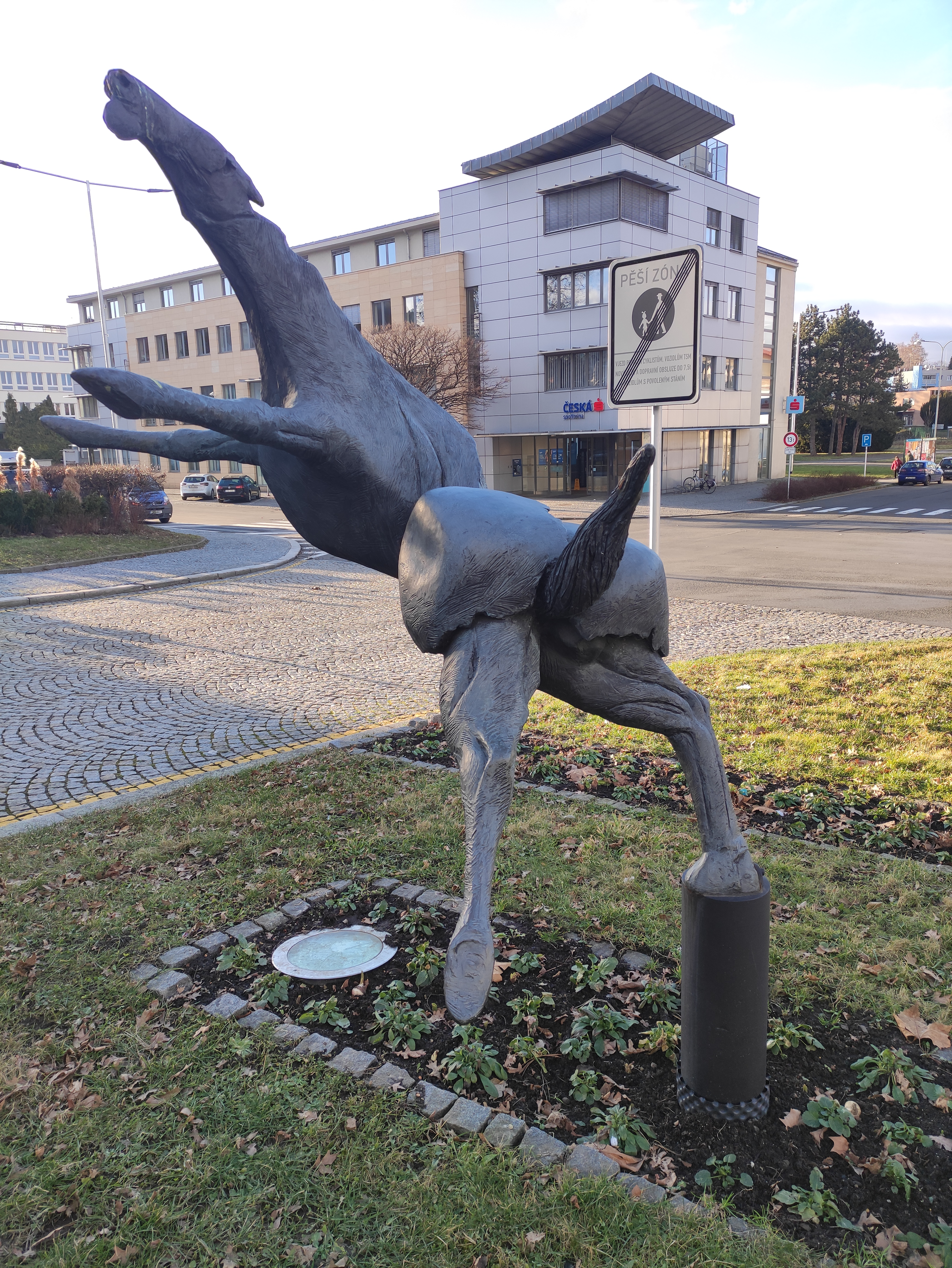
Zadní pohled na dílo